# Autodesk MotionBuilder
Autodesk MotionBuilder（オートデスク モーションビルダー）は、オートデスク社によるリアルタイム3Dキャラクターアニメーションソフトウェア。